# خوسيه دبليو. إف. فالي
خوسيه دبليو. إف. فالي هو فيزيائي برازيلي، ولد في 2 يونيو 1953.